# Kampfgemeinschaft für Rote Sporteinheit

Logo der Kampfgemeinschaft für rote Sporteinheit

 Die Kampfgemeinschaft für Rote Sporteinheit (kurz Rotsport) war ein der KPD nahestehender Arbeitersportverband in der Endphase der Weimarer Republik.
Die Kampfgemeinschaft (KG) entstand 1930 durch den Ausschluss und die Abspaltung kommunistischer Kräfte vom Arbeiter-Turn- und Sportbund (ATSB) sowie anderer Sportgruppen. Es gab beispielsweise in der KG auch eine Naturfreunde-Opposition, in der sich ein Teil der ausgeschlossenen Naturfreunde formiert hatte. Bereits seit 1922 führte eine „Reichsfraktionsleitung“, die den Direktiven der KPD folgte, eine intensive kommunistische Oppositionsarbeit innerhalb des ATSB. Die KG zählte 1931 über 100.000 Mitglieder. Sie war der stärkste Landesverband der Roten Sportinternationale außerhalb der Sowjetunion. KG, ATSB und andere Arbeitersportorganisationen wurden 1933 durch die Reichstagsbrandverordnung der Nationalsozialisten verboten.
Rotsport richtete zwei deutsche Fußballmeisterschaften aus.
Die erste Meisterschaft gewann 1931 der Dresdner SV 1910 mit 3:2 auf dem NNW-Platz in Berlin gegen Sparta 1911 Berlin. Dresden trat mit der folgenden Aufstellung an: Wehmann – Hanisch, Niese – Kunath, Lindner, Bergmann – Achtzig, Petruschke, Müller, Schmolka, Fabel.
Im Folgejahr gewann die Freie Turnerschaft Jeßnitz in Bitterfeld das Finale gegen den BV Gelsenkirchen mit 8:0. Jeßnitz spielte mit folgender Mannschaft: Thran, Schüler, Olberg, Jobs, Seidlitz, Kersten, Brünning, Stephan, Finke, Riehl, Denzin.
Darüber hinaus bereiste eine Spielerauswahl der KG dreimal die Sowjetunion und trug dort insgesamt 44 Spiele aus (20 Siege, 10 Unentschieden, 14 Niederlagen): Herbst 1930 – 14 Spiele (7, 3, 4), Juli/August 1931 – 11 Spiele (4, 2, 5) und Herbst 1932 – 19 Spiele (9, 5, 5).